# Hasenburg (Berg)

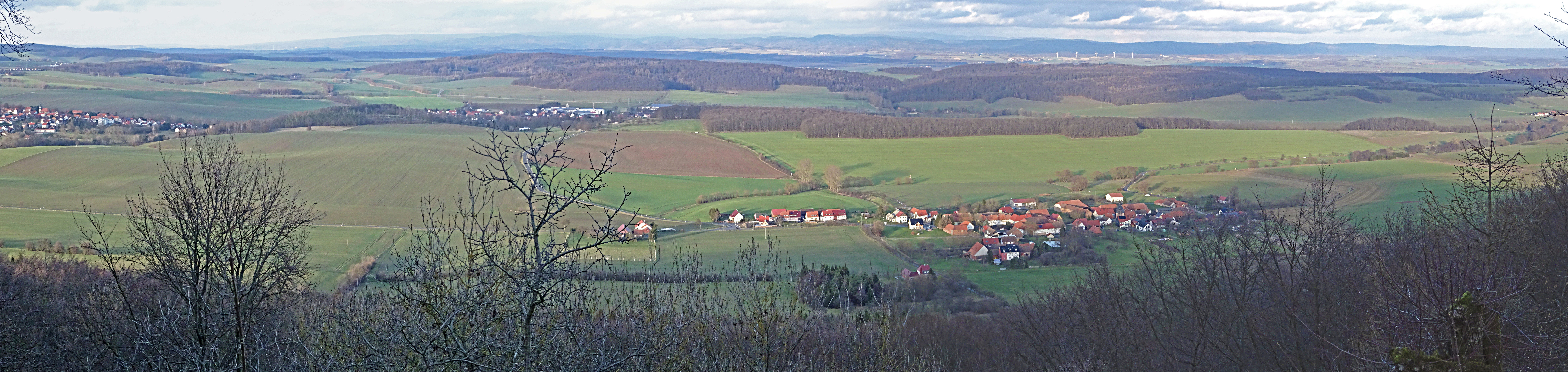
Ausblick vom Ochsensprung nach Norden

Hasenburg bezeichnet einen Zeugenberg (früher Asenberg) mit einer bedeutenden Reichsburg gleichen Namens auf der Bergkuppe im östlichen Landkreis Eichsfeld in Thüringen. Bereits für das Jahr 1073 ist der Name des Berges belegt. Lambert von Hersfeld benennt in den Hersfelder Annalen im mittelalterlichen Gau Onefeld den Zeugenberg als Asenberg.

## Geographie
Der Zeugenberg mit der heutigen Burgruine gleichen Namens und einem Burgwall liegt an der südlichen Grenze des Südharzvorlandes zwischen Ohmgebirge und Bleicheröder Bergen. Der Berg bildet ein isoliertes, allseitig von Steilhängen begrenztes Muschelkalkplateau von dreieckiger Grundform in 487,4 m ü. NHN. Er liegt vier Kilometer östlich von Haynrode und knapp einen Kilometer unmittelbar nördlich von Buhla am Nordrand der Bleicheröder Berge. Der Krajaer Bach trennt den Zeugenberg und die südlich gelegenen Bleicheröder Berge am Ziegenrück (460,8 Meter), den Hubenberg (453,1 Meter) und die Haarburg (453,1 Meter).
Nach der Einteilung der Thüringer Landesanstalt für Umwelt und Geologie ist der Zeugenberg dem Naturraum Ohmgebirge-Bleicheröder Berge innerhalb der Muschelkalk-Platten und -Bergländer zugehörig.
Die bewaldete Bergkuppe ist über Wanderwege – etwa über den Eichsfeld-Wanderweg – gut erreichbar, im Gipfelbereich aber steileren Anstiegen. Der sogenannte Ochsensprung befindet sich am nördlichen Rand der Bergkuppe als Felsklippen an einer Abbruchkante aus Muschelkalk. Vom Gipfel des Berges, der sich mit einem Plateau etwa 160–200 Meter über den Talgrund erhebt, ließen sich wichtige Straßen überwachen, welche den Südrand des Harzes mit dem Mühlhäuser Becken verbanden.
Am westlichen Fuße der Hasenburg bei der ehemaligen Obermühle am Hagenbach, einem Zufluss der Bode, befindet sich eine interessante geologische Struktur, die sogenannte Naturbrücke.

## Geschichte

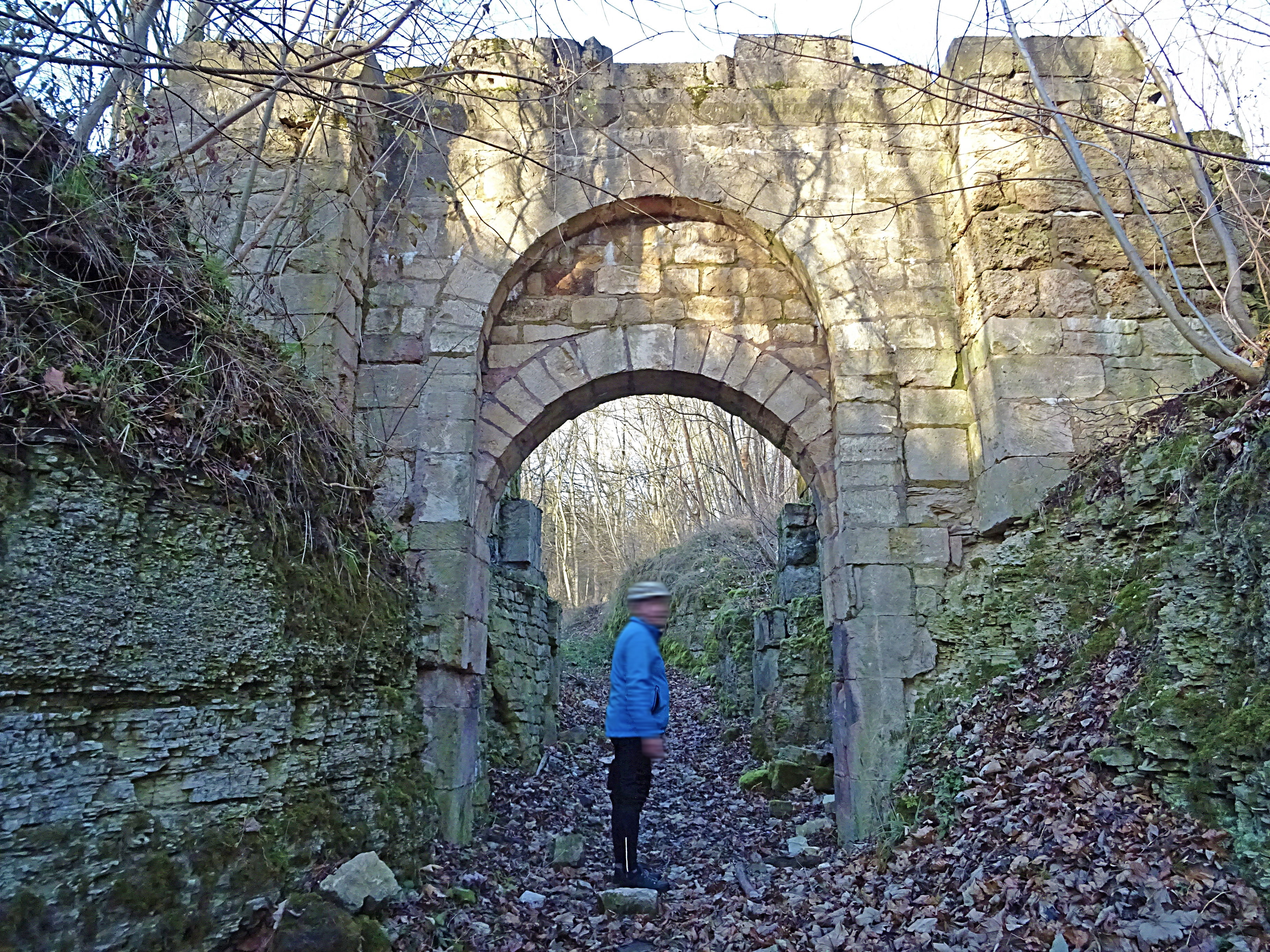
Burgtor der Hasenburg

Auf dem Bergplateau befinden sich die Befestigungsreste der Reichsburg Heinrich IV. Archäologische Ausgrabungen auf dem Zeugenberg erbrachten zudem zahlreiche Funde, die belegen, dass der Platz seit der Steinzeit kontinuierlich besiedelt wurde und ihn immer wieder nachfolgende Siedler für sich in Anspruch nahmen.

## Nutzung
Der Zeugenberg mit der Burgstelle auf seiner Kuppe – ein geschütztes Bodendenkmal – wird heute land- und forstwirtschaftlich genutzt und ist für Besucher frei zugänglich.

## Quelle
Lateinisch
- Oswald Holder-Egger (Hrsg.): Scriptores rerum Germanicarum in usum scholarum separatim editi 38: Lamperti monachi Hersfeldensis Opera. Anhang: Annales Weissenburgenses. Hannover 1894, S. 1–304 (Monumenta Germaniae Historica, Digitalisat)

Deutsch
- L. F. Hesse: Die Jahrbücher des Lambert von Hersfeld. (= Geschichtschreiber der deutschen Vorzeit. 43). 2. Auflage. 1884. (5. Auflage 1939, Neudruck 2012) (Digitalisat)